# Fraggle Rock
Fraggle Rock (A Rocha Encantada no Brasil, e O Mundo dos Fraggles em Portugal) é uma série de televisão infantil de fantoches, sobre sociedades interconectadas de criaturas Muppets, criado por Jim Henson. Uma coprodução internacional do Canadá, Reino Unido e Estados Unidos, Fraggle Rock foi coproduzida pela empresa de televisão britânica Television South (TVS), a Canadian Broadcasting Corporation (CBC), serviço de televisão paga dos EUA, Home Box Office (HBO) e Henson Associates. Ao contrário de Sesame Street, que havia sido criada para um mercado único e só depois adaptada para o mercado internacional, Fraggle Rock pretendia desde o início ser uma produção internacional, e todo o espetáculo foi construído pensando nisso.
Seguindo o sucesso de Fraggle Rock: Rock On! curtas que foram ao ar na Apple TV+ em abril de 2020, uma reinicialização de Fraggle Rock foi encomendada pelo serviço de streaming. A produção da nova série de episódios completos começou em janeiro de 2021. Conhecida como Fraggle Rock: Back to the Rock, estreou em 21 de janeiro de 2022.

## História
Fraggle Rock estreou em 1983 como um dos primeiros programas envolvendo a colaboração da Henson International Television (HIT Entertainment de 1989), o braço internacional da Jim Henson Productions. A coprodução reuniu a detentora da franquia regional britânica ITV, Television South (TVS), CBC Television (Canadá) e o serviço de TV paga dos EUA, Home Box Office e a The Jim Henson Company (então conhecida como Henson Associates). As filmagens aconteceram em um estúdio de Toronto (e mais tarde no Elstree Studios, Londres). O poeta de vanguarda bpNichol trabalhou como um dos escritores do programa. Nos primeiros dias de desenvolvimento, o script chamou Fraggles de "Woozles" enquanto se aguarda a elaboração de um nome mais adequado. Henson descreveu a série Fraggle Rock como "uma brincadeira musical estridente e de alta energia, É muita bobagem, É maravilhoso. O programa se mostrou acessível a públicos de todas as idades e usou as criaturas de fantasia como uma alegoria para lidar com questões sérias como preconceito, espiritualidade, identidade pessoal, meio ambiente e conflito social.
Em 2009, como parte da doação de fantoches da Jim Henson Foundation para o Center for Puppetry Arts, o museu de Atlanta exibiu muitos dos personagens de fantoches originais de Fraggle Rock em sua exposição Jim Henson: Wonders from his Workshop.

## Coproduções internacionais
Os produtores realizaram a série com o intuito de veiculá-la em diversos formatos internacionalmente. Esse conceito surgiu da experiência de Jim Henson em adaptar a Sesame Street às exigências dos mercados estrangeiros. Os segmentos "envolventes" humanos foram produzidos separadamente em vários países, para que o espectador pudesse sempre se relacionar com o mundo do programa. A série apareceu agora em mais de 10 países e idiomas.  O produtor principal foi Wesley James Tomlinson.
- A versão original norte-americana, filmada em Toronto, apresenta um inventor chamado Doc (interpretado por Gerry Parkes) e seu cachorro Sprocket.  Este wraparound também foi usado na Austrália, Nova Zelândia, Holanda, República da Irlanda, Escandinávia, Espanha, Japão e Europa Oriental.  Programas holandeses, escandinavos, espanhóis, japoneses e do Leste Europeu foram dublados em seus respectivos idiomas.

- As inserções britânicas foram filmadas no TVS Studios em Southampton, e mais tarde no TVS Television Theatre em Gillingham, Kent (ambos os estúdios já fechados e demolidos) e apresenta Fraggle Rock como uma ilha marítima repleta de rochas com um farol. A filmagem externa foi a do Farol de Santo Antônio localizado perto de Falmouth, na Cornualha. O faroleiro é The Captain (interpretado por Fulton Mackay), um marinheiro aposentado que vive com seu fiel cão Sprocket. Na terceira temporada, como MacKay morreu em 1987, o papel foi desempenhado por John Gordon Sinclair como P.K., (sobrinho do capitão) e na quarta e última temporada por Simon O'Brien como B.J. (filho do capitão). Em 2014, 35 desses wraparounds britânicos ainda estavam desaparecidos, supostamente apagados, embora as recuperações subsequentes tenham reduzido gradualmente esse número,[6] Em dezembro de 2020, todos os 96 wraparounds foram encontrados e entregues ao BFI, confirmando que toda a produção do Reino Unido ainda existe de alguma forma ou forma.[7] Nickelodeon repetiu no Reino Unido em 1993, assim como Boomerang e Cartoonito em 2007. Os episódios mostrados foram as versões canadenses.

- Na versão alemã, a ação se passa embaixo da oficina do inventor Doc (interpretado por Hans-Helmut Dickow).  A série foi nomeada Die Fraggles com 85 dos 96 episódios produzidos sendo apresentados em alemão.

- Na França, os segmentos envolventes acontecem em uma padaria com sua versão de Doc (interpretado por Michel Robin) que trabalhava como padeiro e um Sprocket francês chamado Croquette.  Doc herdou a casa de seu excêntrico tio Georges (que era um notável inventor).  Assim, quando a história da moldura exigisse o uso de um dispositivo mecânico, Doc encontraria mais uma das máquinas do tio Georges.  Os enredos também envolviam frequentemente a elegante mas invisível Madame Pontaven (que Doc repetidamente tentou impressionar e convidar para jantar, sem sucesso).  Nem todos os 96 episódios foram produzidos em francês.

## Histórico de transmissão
A versão CBC / HBO da série foi transmitida e dublada em 95 países A série vai ao ar na Channel 7, Doordarshan e Workpoint TV. Outros foram transmitidos em Coub como um vídeo carregado e outros transmitidos em TVtropolis (Canadá), Bolivisión (Bolívia) e CCNC3 Trinidad e Tobago).
Depois que o show acabou na HBO em 1987, o canal começou a repetir a série. Em 1988, ele funcionou na TNT. O programa foi ao ar no Disney Channel em 1 de outubro de 1992 a 30 de setembro de 1996.
De 1999 a 2001, o programa mudou para a Odyssey Network, que havia sido recentemente comprada pela Henson e Hallmark. Depois que a Hallmark assumiu o controle total, interrompeu as repetições. Em 2010, as reprises começaram a ser transmitidas no The Hub como parte do lançamento do canal.
Em 2007, Fraggle Rock foi exibido na televisão internacionalmente. Em 23 de julho de 2007, Boomerang e Cartoonito começaram a repetir episódios da produção norte-americana original de Fraggle Rock no Reino Unido, pois não conseguiram usar o  Edições do Reino Unido. Em janeiro de 2013, ITV transmitiu dois episódios desta versão como parte de seu recurso Old Skool Weekend no canal CITV.
Em 12 de dezembro de 2015, o episódio remasterizado "The Bells of Fraggle Rock" estreou ao lado do Emmet Otter's Jug-Band Christmas remasterizado de Henson, na ABC Family em seu bloco de programação de 25 dias de Natal. A série Fraggle Rock estava disponível na HBO Now em HD e em 2016 a série começou a ir ao ar na HBO Family.
Em 2019, a série Fraggle Rock estreia junto com conteúdo clássico da Henson no Amazon Prime Video na América do Norte, Reino Unido, Austrália, Nova Zelândia, Escandinávia, Finlândia e  Islândia.
Em 26 de maio de 2020, a Apple TV+ anunciou que, juntamente com um pedido da série para uma reinicialização, eles adquiriram os direitos exclusivos de streaming para as temporadas anteriores de Fraggle Rock nos 100 países em que o serviço está disponível, tornando a série a primeira peça de conteúdo não original disponível no serviço.

## Spin-offs

### Série animada
Uma série animada de Fraggle Rock foi ao ar por uma temporada na programação da manhã de sábado da NBC em 1987.  A série de desenhos animados apresentou alguns Fraggles, Doozers e outras criaturas das cavernas exclusivas da série.

### A Muppet Family Christmas
Doc, Sprocket the Dog, Gobo Fraggle, Wembley Fraggle, Boober Fraggle, Mokey Fraggle, Red Fraggle e Uncle Travelling Matt apareceram em A Muppet Family Christmas. Doc e Sprocket alugam a casa de fazenda da mãe de Fozzie Bear enquanto ela planeja ir para Malibu até Fozzie aparecer com seus amigos. Doc e Sprocket acabam se adaptando aos Muppets e aos personagens da Sesame Street até a parte em que Doc se voluntaria para ajudar Kermit procurando por Miss Piggy na nevasca. Enquanto Doc estava procurando por Miss Piggy, Kermit e Robin encontram um Fraggle Hole no porão e entram em Fraggle Rock, onde encontram os cinco Fraggles principais e contam a eles sobre o Natal. Durante a música "Pass It On", Large Marvin Fraggle e os outros Fraggles de fundo fizeram aparições.  Durante as canções de Natal perto do final, os cinco Fraggles apareceram onde Tio Travelling Matt foi visto sentado perto de Doc e Sprocket.  Nas cenas finais, Jim Henson lava os pratos enquanto Sprocket os seca.

### The Doozers
Em 2012, The Jim Henson Company e DHX Media anunciaram um spin-off animado por computador para Fraggle Rock, intitulado The Doozers, voltado para crianças entre 4 e 7 anos de idade. Ele se concentra em quatro jovens Doozers chamados Spike, Mollybolt, Flex e Daisy Wheel, que vivem em Doozer Creek.
A série começou a ser exibida no Hulu em 25 de abril de 2014.

### Filme de longa-metragem cancelado
Em setembro de 2005, The Jim Henson Company anunciou que estava trabalhando em uma adaptação cinematográfica de Fraggle Rock, conhecido como Fraggle Rock: The Movie, com o objetivo de ser lançado em 2009. A história supostamente envolve os personagens Fraggle.
Em 20 de outubro de 2006, Darkhorizons.com relatou "A empresa de Henson contratou o produtor executivo Ahmet Zappa (The Monstrous Memoirs of a Mighty McFearless) para escrever um tratamento para o filme, que será uma fantasia musical de ação ao vivo completa estrelando o underground  moradores que se aventuram no mundo humano. Lisa Henson, co-topper da Henson Co., está produzindo, enquanto Brian Henson vai produzir".
Em maio de 2008, a The Weinstein Company anunciou que distribuiria o filme do Fraggle Rock. O filme foi escrito como um musical de live-action por Cory Edwards, que também iria dirigir. O filme seria produzido pela The Jim Henson Company, Ahmet Zappa foi o produtor executivo junto com Brian Inerfeld. O filme envolveria todos os personagens principais da série. A história levaria os personagens "para fora de sua casa em Fraggle Rock, onde eles interagem com humanos, que eles acham que são alienígenas". Karen Prell e Dave Goelz estavam programados para retornar para o filme como Red Fraggle, Boober Fraggle, e Tio Travelling Matt, respectivamente.
Em 2011, o contrato de Weinstein com Henson expirou, deixando a produção do filme em dúvida. As Scissor Sisters foram anunciadas para escrever a música para o filme. Em outubro de 2011, New Regency adquiriu os direitos do filme a ser produzido pela The Jim Henson Company e The Montecito Picture Company, com distribuição da 20th Century Fox. New Regency e os produtores estão atualmente discutindo se devem usar fantoches ou CGI, bem como uma mistura de live-action.  Uma vez que isso tenha sido decidido, ele irá procurar um escritor para o filme.
Em 2012, James Byrkit e Alex Manugian foram anunciados como roteiristas.
Em 18 de março de 2015, a Variety disse que Joseph Gordon-Levitt iria estrelar e produzir o filme. Em 28 de julho de 2018, Gordon-Levitt revelou que o filme ainda está nos estágios iniciais de desenvolvimento.
Em 14 de dezembro de 2017, a The Walt Disney Company (os atuais proprietários dos Muppets) anunciou que iria adquirir a 21st Century Fox, incluindo a 20th Century Fox. A aquisição foi concluída em 20 de março de 2019, conferindo à Disney os direitos de distribuição do filme.
O projeto do filme foi posteriormente cancelado em favor de uma nova série de televisão.

### Fraggle Rock: Rock On!
Fraggle Rock: Rock On! é uma série de curtas semanais de ação ao vivo, transmitidos pela primeira vez no serviço de streaming da Apple TV+ a partir de 21 de abril de 2020. Os episódios seguem os Fraggles vivendo em cavernas separadas durante um período de distanciamento social e interagindo uns com os outros usando um sistema de vídeo chat  que foi instalado pelos Doozers. As filmagens da série são filmadas usando smartphones nas casas das equipes de produção e dos artistas. Um total de seis episódios foram ao ar.  Os membros do elenco original Karen Prell e Dave Goelz reprisam seus papéis como Red Fraggle e as vozes de Boober Fraggle e Uncle Traveling Matt (eles foram manipulados por John Tartaglia, que também interpreta Gobo Fraggle e os titereiros Wembley Fraggle).  Outros membros do elenco incluem Donna Kimball como Mokey Fraggle e Frankie Cordero como a voz de Wembley.

### Fraggle Rock: Back to the Rock
Em janeiro de 2021, a The Jim Henson Company anunciou que a produção começou oficialmente em uma reinicialização do programa, intitulada Fraggle Rock: Back to the Rock. Este novo show é distinto do Fraggle Rock: Rock On! curtas que foram lançados em abril de 2020 e consistem em episódios completos. O show seria produzido no Calgary Film Centre. A série foi lançada em 21 de janeiro de 2022. A maior parte do elenco de Fraggle Rock: Rock On retorna para a série, com exceção de Wembley Fraggle, agora interpretado por Jordan Lockhart, e Boober Fraggle e Traveling Matt, manipulado por marionetes de Frank Meschkuleit e Kevin Clash, respectivamente (Dave Goelz ainda fornece seus vozes).